# Microsoft Windows 3.1
Microsoft Windows 3.1 (Arbeitsname: Janus) ist eine grafische Benutzeroberfläche von Microsoft, die auf PC-kompatiblem DOS, wie MS-DOS oder PC DOS, aufsetzt.

## Geschichte
Windows 3.0 war zwar sehr erfolgreich, blieb aber nicht von Kritik verschont. Im Praxiseinsatz zeigte sich, dass die grafische Benutzeroberfläche anfällig gegenüber Abstürzen war. Zudem galt sie immer noch als zu langsam für den produktiven Einsatz. Bill Gates kündigte eine verbesserte Version von Windows 3.0 für die Mitte des Jahres 1991 an. Außerdem sollte eine Portierungsbibliothek erscheinen, um Windows-Programme auf IBM OS/2 zu portieren, das viele Anwender wegen seiner Stabilität weiterhin vorzogen. Zwar war eine verbesserte Stabilität für Windows 3.1 angekündigt, aber die Unternehmen warteten vergebens auf die neue Version, sodass viele weiterhin bei IBM OS/2 blieben.

### AARD-Code
In die Beta-Version von Windows 3.1 wurde ein Softwaretest namens AARD-Code eingebaut, um Kompatibilitätsprobleme bei der Verwendung alternativer DOS Betriebssysteme zu verursachen und Kunden dazu zu verleiten, MS-DOS von Microsoft zu kaufen. Statt MS-DOS setzten etliche Kunden DR-DOS ein. Dieser Test war auch in der Verkaufsversion von Windows 3.1 enthalten, allerdings deaktiviert.

## Versionen
Die Versionen Windows 3.1 und Windows for Workgroups 3.11 wurden oft als Beigabe neuer Computer vertrieben, daher waren in der Praxis hauptsächlich diese geläufig.

### Windows 3.1

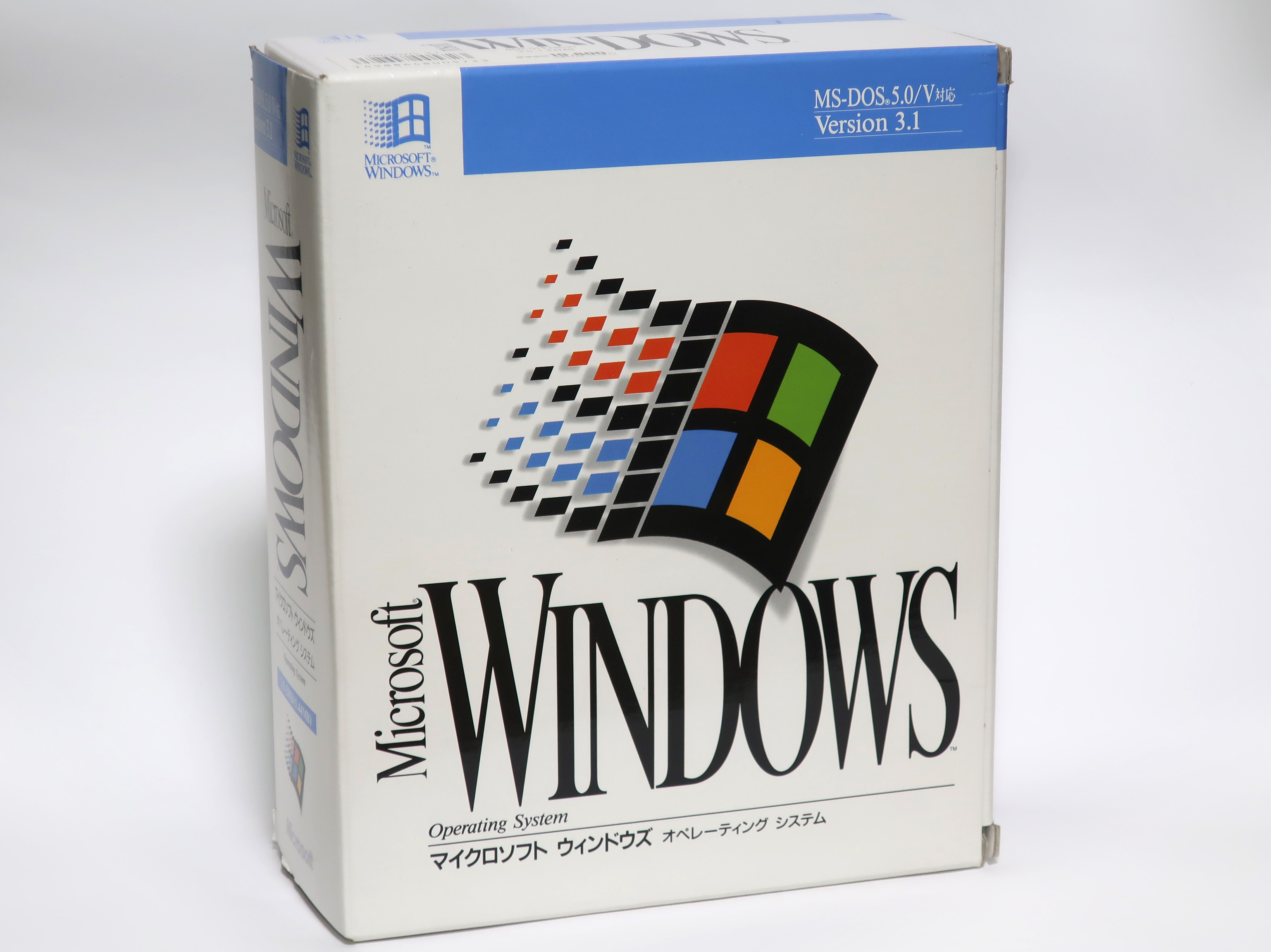
Handelsverpackung von Windows 3.1 in Japan

Die „grafische Betriebssystemerweiterung“ Windows 3.1 wurde am 6. April 1992 veröffentlicht und war erstmals als Update für ein früheres Windows erhältlich.
Zu den wichtigsten Neuerungen gehört die Unterstützung von TrueType-Schriften und der OLE-Schnittstelle, zudem wurde Drag and Drop eingeführt und den Zwischenablage-Operationen Ausschneiden, Kopieren und Einfügen die noch heute genutzten Tastenkombinationen Strg + X, Strg + C und Strg + V zugeordnet.
Darüber hinaus bot Windows 3.1 eine standardmäßige Multimediaunterstützung an, die zuvor nur als Bestandteil des wenig verbreiteten Windows 3.0 with Multimedia Extensions 1.0 erhältlich war. Grafikmäßig wurden mit dieser Version Farbtiefen bis zu 32 Bit und große Bildschirmauflösungen unterstützt. Trotz der Namensähnlichkeit sind viele Programme für Windows 3.0 zu Windows 3.1x inkompatibel (und umgekehrt).
Gleichzeitig wurde erstmals eine hierarchische Systemdatenbank integriert, die sogenannte Windows-Registrierungsdatenbank, die umgangssprachlich häufig auch Registry genannt wird. Im Gegensatz zu späteren Windows-Versionen beschränkt sich ihre Verwendung unter Windows 3.1 noch auf Dateinamenserweiterung und einige Windows-Einstellungen. Programmeinstellungen und umfangreichere Konfigurationen werden noch wie bisher über Initialisierungsdateien (*.ini) realisiert, die die Parameter und Werte im Klartext enthalten. Diese Dateien sind mit einem Texteditor änderbar und lassen sich einfach kopieren, wodurch System- und Programmkonfigurationen einfach auf andere Rechner übertragen werden können.
Nachteilig im Vergleich mit späteren Versionen war, dass auch für Windows 3.1 noch die 8.3-Beschränkung galt, das heißt, dass zum Beispiel alle Textdateien nur mit maximal 8 Zeichen benannt und gespeichert werden konnten.
Windows 3.1 war in zahlreichen Sprachen erhältlich, neben Englisch waren dies Arabisch, Chinesisch (vereinfacht und traditionell), Dänisch, Deutsch, Finnisch, Französisch, Griechisch, Hebräisch, Italienisch, Japanisch, Katalanisch, Koreanisch, Niederländisch, Norwegisch, Persisch, Polnisch, Portugiesisch, Russisch, Schwedisch, Spanisch, Tschechisch, Türkisch und Ungarisch. Es existierten zahlreiche von Herstellern angepasste OEM-Varianten, teilweise sogar mit DOS und Treiberanpassungen als Skriptinstallation auf CDs statt auf Disketten.

### Windows 3.11
Windows 3.11 wurde im Februar 1994 veröffentlicht. Im Wesentlichen wurden nur Gerätetreiber aktualisiert und fünf Programmfehler in Systemdateien behoben. Beispielsweise wurde die GDI-Programmbibliothek optimiert, um den Ressourcenverbrauch durch grafikintensive Anwendungen zu verringern. Microsoft stellte ein kostenloses Update bereit, um ein bestehendes Windows 3.1 auf diese Version zu aktualisieren. Mit dieser Version wurde erstmals ein Echtheitszertifikat eingeführt; ein schwer zu fälschendes Hologramm erlaubt es dem Laien, eine Kopie von einem Original zu unterscheiden. Äußerlich gleicht Version 3.11 der 3.1, sie ist vor allem durch einen Versionsaufkleber auf der Verpackung oder das geänderte Dateidatum zu erkennen.

### Windows für Workgroups 3.1
Windows für Workgroups 3.1 wurde am 27. Oktober 1992 veröffentlicht. Es enthielt als erstes Windows zusätzliche Möglichkeiten für das rudimentäre Peer-to-Peer-Netzwerk zwischen Windows-Computern über das MS-eigene NetBEUI-Protokoll. Das TCP/IP-Protokoll wurde mit dieser Version noch nicht unterstützt. Die Programme Microsoft Mail, ein netzwerkbasiertes Mailprogramm, und Schedule+, ein Kalenderprogramm zur gemeinsamen Benutzung durch mehrere Anwender standen zur Verfügung. Windows für Workgroups 3.1 unterstützte den Standardmodus (80286-Prozessor), allerdings war in diesem Modus die gemeinsame Datei- und Druckernutzung nicht möglich.
Windows für Workgroups 3.1 war allerdings kein Erfolg; es wurden monatlich rund 30.000 Exemplare dieses Betriebssystems verkauft, im Vergleich zu monatlich mehr als einer Million Exemplare des regulären Windows 3.1. Das Betriebssystem war größtenteils inkompatibel zu Netzwerksoftware von Drittanbietern, zudem konnten die Netzwerkfunktionen nicht ausgeschaltet werden, was dafür sorgte, dass Unternehmen dieses Betriebssystem mieden.

### Windows für Workgroups 3.11

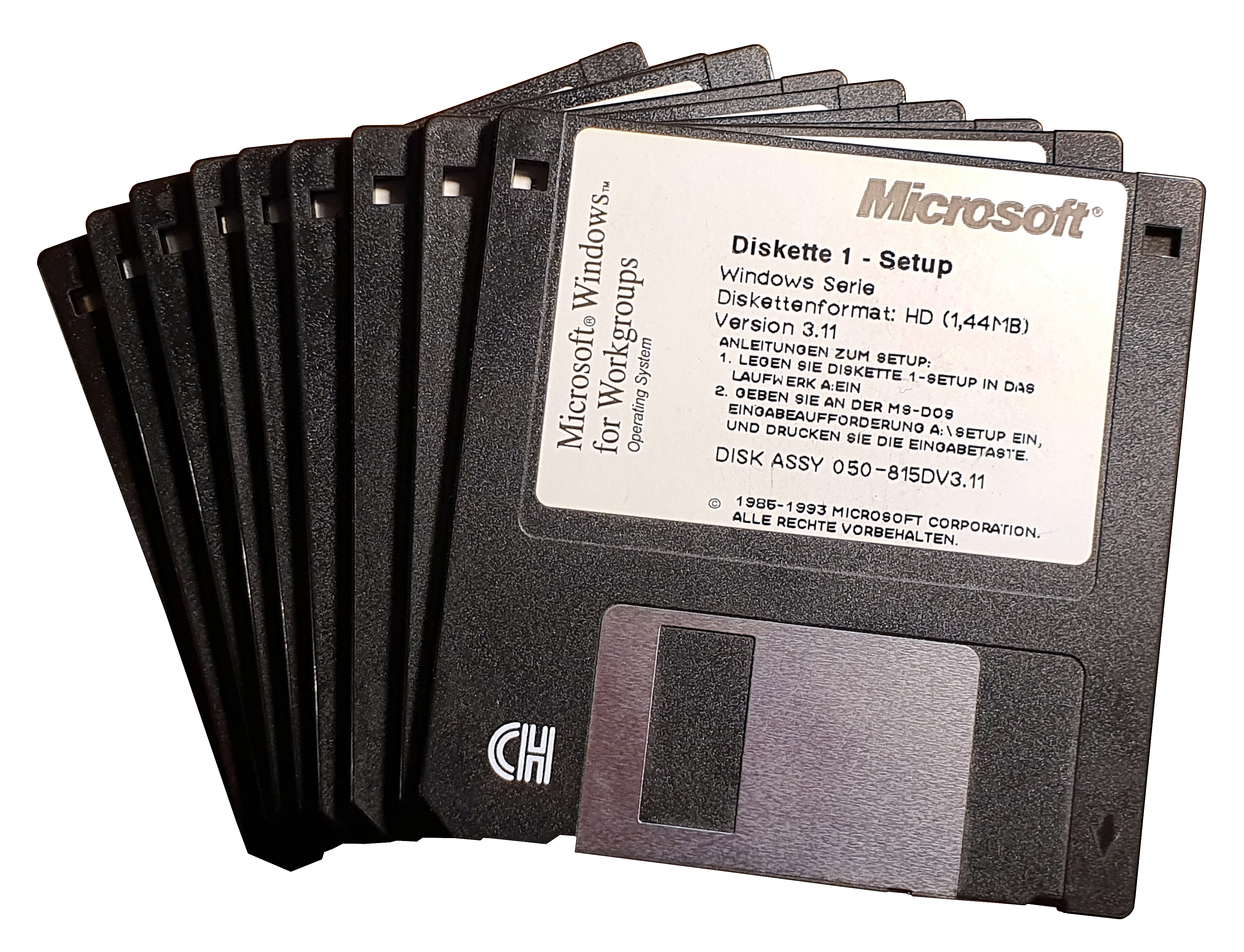
Windows for Workgroups 3.11 Setup auf neun HD-Disketten (1,44 MB)

Windows für Workgroups 3.11 wurde am 8. November 1993 veröffentlicht. Es ist eine erweiterte Fassung von Windows für Workgroups 3.1 mit verbesserter 32-Bit-Netzwerksoftware und TCP/IP-Protokoll (als Aktualisierung nachinstallierbar), das die Kommunikation mehrerer Rechner in einem lokalen Netzwerk erlaubt. Ebenso wurden Leistungsverbesserungen beim Festplattenzugriff von 50–150 % und ein zu 100 % schnellerer Netzwerkzugriff umgesetzt. Über die neu eingeführten Winsock-Komponenten ist nun auch der Internetzugriff über ein Standardmodem mit AT-Befehlssatz (Hayes) und den Bitraten 4,8 / 9,6 / 19,2 kbit/s möglich. Auch kann man per ISDN oder mit DSL ins Internet. Des Weiteren sind im Lieferumfang noch Microsoft Mail, Microsoft Schedule+, Microsoft At Work Fax und Microsoft’s Remote Access Services enthalten. Die letzten Webbrowser für WfW 3.11 sind: Internet Explorer 5.0 Deutsch, Internet Explorer 5.01 Englisch, Opera 3.62 Englisch und Netscape Navigator 4.08. Gerätehersteller konnten noch bis Anfang November 2008 das Betriebssystem Windows für Workgroups 3.11 lizenzieren.

### Windows 3.2
Windows 3.2 erschien im Dezember 1994 ausschließlich in der Volksrepublik China. Dabei handelt es sich um eine aktualisierte Version von Windows 3.1, die neue Eingabemethoden (IME) sowie weitere Verbesserungen bot.

## Erweiterungen
Für Windows 3.1 existieren zahlreiche Erweiterungen, die vor allem die vergleichsweise einfachen Programm- und Dateimanager ergänzen oder durch völlig neue Oberflächen ersetzen, darunter PC Tools für Windows, Norton Desktop, Calmira oder Plug-In for Windows.

### Win32s-API
Die wichtigste Erweiterung für neuere Programme ist die Win32s-Schnittstelle für Windows 3.1x. Diese erlaubte das Ausführen von 32-Bit-Programmen unter dem sonst 16-bittigen Windows. Dabei wurden allerdings die Funktionsbibliotheken aus Windows NT nicht komplett übernommen, sondern lediglich eine Auswahl daraus. So ist beispielsweise MS Office 97 unter Windows NT 3.51 lauffähig, nicht jedoch unter Windows 3.1x bzw. WfW 3.x. In Kombination mit Grafikschnittstellen wie OpenGL oder Video for Windows sollte damit jedoch bis zum Erscheinen von Windows 95 ein ausreichender Standard für Heimanwender gesetzt werden.

### Windows für Pen Computing 1.0
Windows für Pen Computing ist eine Erweiterung von Windows 3.1x, die auf die Eingabe mittels Lichtgriffel ausgelegt war und auf Tablet-PCs ausgeführt wurde. Die Bedienung zeichnete sich hauptsächlich dadurch aus, dass sie Funktionen wie trainierbare Handschrifterkennung und Gesten einführte. Nachdem Compaq 1994, also vor dem Erscheinen von Windows 95, seine Pläne, einen PDA auf Grundlage dieses Betriebssystems herauszubringen eingestellt hatte, entschied Microsoft, die nachfolgende Version für Windows 95 ohne Beteiligung von Kooperationspartnern zu entwickeln.

### WinG
Eine schnelle 2D Grafikschnittstelle von Microsoft ohne Hardwarebeschleunigungsfunktionen, um auch hardwarefordernde Spiele unter Windows 3.x möglich zu machen. WinG war der Vorläufer von Direct2D.

### Wolverine
Wolverine war ein 32 Bit TCP/IP Stack von Microsoft für Windows for Workgroups 3.11 um WfW TCP/IP fähig zu machen. Es erforderte die Installation von Win32s.

## Systemvoraussetzungen
Windows 3.1 erfordert mindestens für den Standard Mode einen 80286-Prozessor und Extended Memory (XMS). Dazu muss der DOS-Treiber HIMEM.SYS geladen sein. Der Real Mode, der noch in der Vorgängerversion enthalten war und 8086/8088-Prozessoren unterstützte, ist in dieser Version nicht mehr vorhanden.
Für den Enhanced Mode benötigt Windows 3.1 einen 80386-Prozessor oder besser, 200 KiB konventionellen Speicher, 1024 KiB Extended Memory (XMS) und 2 MiB freien Speicherplatz auf der Festplatte.
Windows für Workgroups 3.11 wurde um 32-Bit-Komponenten erweitert, daher ist ein i386-Prozessor notwendig.
Zur Zeit von Windows 3.1 galten 8 MB Arbeitsspeicher als komfortabel und 16 MB als üppig. Dennoch unterstützt es – zumindest theoretisch – bis zu 512 MB Arbeitsspeicher im Standard-Modus, allerdings müssen Anwendungen explizit für diese Arbeitsspeichergröße kompiliert werden. Die meisten Anwendungsprogramme, und Windows 3.1 im 386-erweiterten Modus, unterstützen bis zu 256 MB Arbeitsspeicher.

## Nutzung
Mit Einführung von Windows 95 nahm die Unterstützung von Windows 3.1 seitens Microsoft sowie Drittherstellern ab. Unterstützt wurden MS Office bis Version 4.3, StarOffice bis 4.0, CorelDraw bis 5.0, MicroGrafx Designer/Picture Publisher 5, PaintShopPro 3.12. Aufgrund des Browserkriegs wurde noch 1999 Internet Explorer 5.0 als 16-Bit-Version herausgegeben.
Das System konnte sich in der Welt der Embedded-PCs, etwa in Registrierkassen, aufgrund der niedrigen Hardwareanforderungen bei gleichzeitiger Unterstützung des TCP/IP-Protokolls bis in die zweite Hälfte der 2000er Jahre halten, Microsoft lizenzierte für Gerätehersteller Windows for Workgroups 3.11 bis zum 1. November 2008.
Bekannt wurde insbesondere ein Vorfall, bei dem Ende 2015 der Flughafen Paris-Orly aufgrund eines Ausfalls eines Computersystems mit Windows 3.1 lahmgelegt wurde. Es war für die Bereitstellung der Wetterdaten zuständig und konnte auch nicht kurzfristig ersetzt werden.
Im Januar 2024 wurde durch eine Stellenanzeige bekannt, dass in vielen älteren Zügen der Deutschen Bahn noch Windows 3.11 als Betriebssystem eingesetzt wird. Hier wurde nach einem Softwareentwickler gesucht, der Kenntnisse zu dem System besitzt und für die Aktualisierung der Gerätetreiber und die Pflege des Altsystems zuständig sein soll. Des Weiteren sollten Kenntnisse für Sibas vorhanden sein.